# Opatija
Opatija (Italiaans: Abbazia; Hongaars: Abbázia; Duits: Sankt Jakobi) is een stad en badplaats in het Kroatische deel van Istrië. In het verleden brachten veel voorname gasten hun vakantie door in deze stad. Tegenwoordig is Opatija een populaire vakantiebestemming.
In de stad staan veel 19e-eeuwse villa's en grand hotels, onder meer in neoklassieke en barokke architectuur.